# German Junior Bowl XXIX
Der German Junior Bowl XXIX war die 29. Ausgabe des Junior-Bowl-Endspiels der German Football League Juniors. Er fand am 28. Juni 2010 im Berliner Friedrich-Ludwig-Jahn-Sportpark statt. Deutscher Meister wurden die Düsseldorf Panther Rookies, die sich gegen die Hamburg Young Huskies 17:7 durchsetzen konnten. Die Panther sicherten sich  ihre 15. deutsche Meisterschaft.

## Der Weg der Panther ins Finale

### Gruppenphase
Nachdem die Panther ihr erstes Saisonspiel gegen die Cologne Falcons verloren hatten mit 7:12, stabilisierten sich die Rookies und gewannen ihre restlichen Spiele (sehr deutlich) und wurden erster in ihrer Gruppe vor den Falcons.
- Abschlusstabelle
- 1. Düsseldorf Panther 10:2
- 2. Cologne Falcons 8:4
- 3. Wiesbaden Phantoms 6:6
- 4. Langenfeld Longhorns 0:12

### Playoffs
In ihrem ersten Playoffspiel bezwangen die Panther im eigenen Stadion die Berlin Rebels mit 50:10. Im Halbfinale kam es dann zum Rheinischenduell gegen die Falcons aus Köln. Die Kölner sahen wie der sichere Sieger aus, doch die Panther gaben nicht auf und gewannen am Ende das Spiel mit 14:10 und zogen in den German Junior Bowl XXIX.

## Der Weg der Huskies ins Finale

### Gruppenphase
Die Hamburg Young Huskies dominierten ihre Gruppe und zogen ungeschlagen in die Playoffs. Die Hamburger ließen den damals aktuellen deutschen Jugendmeister, die Berlin Adler, sowie die Berlin Rebels und Braunschweig Lions hinter sich.
- Abschlusstabelle
- 1. Hamburg Young Huskies 12:00
- 2. Berlin Adler 6:6
- 3. Berlin Rebels 6:6
- 4. Braunschweig Lions 0:12

### Playoffs
Im Viertelfinale schlugen die Huskies die Wiesbaden Phantoms mit 38:7. Im Halbfinale warteten die Schwäbisch Hall Unicorns. Diese Hürde meisterten die Schlittenhunde und gewannen 41:31 und zogen in den Junior Bowl XXIX gegen die Düsseldorf Panther.

## Junior Bowl XXIX
Nachdem die Panther vorher diesen Titel 14. Mal gewinnen konnten, gingen die Rookies als Favorit ins Endspiel. Die Panther gingen mit 07:00 in Führung durch Julian Zorz und Pascal Wildhagen. Wildhagen erhöhte vor der Pause auf 10:00. Die Defense der Panther hatte die Offense der Huskies stets im Griff und im dritten Quarter erhöhte wiederum Wildhagen mit einem Touchdown und extra Punkt auf 17:00. Die Huskies verkürzten zwar auf 17:7 durch Medin-Cerezo und Bialas, doch die Panther fuhren diesen Sieg sicher nach Hause und holten sich ihre 15. Meisterschaft.

## Allgemeines zum Spiel
Düsseldorf Panther Rookies vs. Hamburg Young Huskies 17-7 (10-0 / 0-0 / 7-0 / 0-7)
- Spielstätte: Friedrich-Ludwig-Jahn-Sportpark
- Zuschauer: 513
- Scorer: 06:00 Julian Zorz, 07:00 Pascal Wildhagen, 10:00 Pascal Wildhagen, 16:00 Pascal Wildhagen, 17:00 Pascal Wildhagen, 17:06 Jean-Claude Madin-Cerezo, 17:07 Tim Bialas
- Zusammenfassung der Scorer: Pascal Wildhagen (11 Punkte), Julian Zorz (6 Punkte), Jean-Claude Madin-Cerezo (6 Punkte), Tim Bialas (1 Punkt)
- MVP: Julian Zorz #44 vor Pascal Wildhagen #89 beide Düsseldorf Panther